# Tragostoma imperator
Tragostoma imperator là một loài bọ cánh cứng trong họ Cerambycidae.